# Leptodactylus rhodonotus
Leptodactylus rhodonotus es una especie de ránidos de la familia Leptodactylidae.

## Distribución geográfica
Se encuentra en Bolivia, Brasil, Colombia y Perú.